# Cynops wolterstorffi
Il tritone di Wolterstorff (Cynops wolterstorffi (Boulenger, 1905)) era un anfibio d'acqua dolce appartenente alla famiglia Salamandridae. È considerato estinto dal 1979.

## Etimologia
"Cynops" significa "dal muso di cane", mentre il nome specifico deriva da Wolterstoff. I nomi comuni derivano principalmente dai luoghi in cui questo anfibio è vissuto.

## Descrizione
Lunghezza: tra i più grandi del genere Cynops, le femmine arrivavano anche a 16 cm, i maschi a 12.
Colore: Neri. Sul dorso hanno una linea arancio-rossa che va dalla base del collo alla coda, occasionalmente circondata da puntini (sempre arancio-rossi). Il ventre è invece arancio-rosso con motivi neri irregolari.
Dimorfismo sessuale: a pari età i maschi erano più corti, e durante il periodo della riproduzione sviluppavano una sfumatura bluastra sulla coda, similmente a Cynops cyanurus.

## Distribuzione e habitat
Cina. La distribuzione di questa specie era limitata alla provincia dello Yunnan, e precisamente al lago di Kunming. Ne furono però rinvenuti esemplari anche in stagni, pozze e canali di irrigazione nell'areale intorno al lago.

## Stato di conservazione
Nonostante approfondite ricerche nei suoi habitat naturali, non è stato avvistato un Cynops wolterstorffi dal 1979, ed è dunque considerato estinto. Le cause della sua scomparsa sono da imputarsi alla distruzione dell'habitat naturale (bonifica, disboscamento, cementazione), all'inquinamento delle acque e alla competizione con specie alloctone introdotte nell'ultimo secolo. Anche l'allevamento di anatre, predatrici di anfibi, ha contribuito all'estinzione di questa specie. Nonostante non ci sia conferma di ciò, è possibile che in acquariofilia siano ancora presenti esemplari vivi di questo tritone; inoltre in natura sono presenti ancora popolazioni non studiate e (come spesso accade per gli anfibi) forse non ancora scoperte di questa specie.